# 德永悠平
德永悠平（1983年9月25日—），已退役日本足球運動員，前日本國家足球隊成員。

## 俱樂部生涯
德永悠平从2002年开始，始步于FC东京，长达18年职业生涯只曾效力FC东京以及长崎成功丸两支球队。2004年以及2009年为东京夺得两届日本联赛杯冠军，2018年离队转投后者不幸随队降班。去季为长崎获得日乙季军，仅以4分之差无缘升上日职。
德永悠平曾帮助球队获得联赛最佳排名（2015赛季排名第四），帮助球队进入亚冠赛场，闯入亚冠16强。德永悠平选手在本赛季结束后正式退役。

## 国家队生涯
德永悠平早在2004年就代表日本国奥队参加过雅典奥运会。作为一名左后卫，德永悠平无论在攻守两端都毫不惜力，为日本接连力挫西班牙和摩洛哥两强立下战功。

## 外部連結
- 德永悠平 – FIFA國際賽競賽紀錄 (存檔)
- 德永悠平在 National-Football-Teams.com 上的出场纪录
- Japan National Football Team Database （页面存档备份，存于）
- 日本職業足球聯賽中的德永悠平 （日語）
- Profile at V-Varen Nagasaki （页面存档备份，存于）